# Aleiodes cariniventris
Aleiodes cariniventris är en stekelart som först beskrevs av Günther Enderlein 1912.  Aleiodes cariniventris ingår i släktet Aleiodes och familjen bracksteklar. Inga underarter finns listade i Catalogue of Life.